# Corral Viejo, Puebla
Corral Viejo är en ort i Mexiko.   Den ligger i kommunen Hueytamalco och delstaten Puebla, i den sydöstra delen av landet, 200 km öster om huvudstaden Mexico City. Corral Viejo ligger 658 meter över havet och antalet invånare är 154.
Terrängen runt Corral Viejo är lite bergig. Runt Corral Viejo är det ganska tätbefolkat, med 248 invånare per kvadratkilometer. Närmaste större samhälle är Teziutlan, 17,7 km söder om Corral Viejo. I omgivningarna runt Corral Viejo växer huvudsakligen savannskog.